# Phan Thanh, Bắc Bình
Phan Thanh là một xã thuộc huyện Bắc Bình, tỉnh Bình Thuận, Việt Nam.
Xã Phan Thanh có diện tích 28,16 km², dân số năm 1999 là 6.306 người, mật độ dân số đạt 224 người/km².